# بانکداری آب‌های زیرزمینی
ذخیره آب زیرزمینی یک مکانیسم مدیریت آب است که برای افزایش قابلیت اطمینان تأمین آب طراحی شده است. آب‌های زیرزمینی را می‌توان با استفاده از فضای سفره آب زیرزمینی تخلیه شده برای ذخیره آب در طول سال‌های بارندگی فراوان ایجاد کرد. سپس می‌توان آن را پمپ کرد و در سال‌های بدون مازاد آب از آن استفاده کرد. مردم می‌توانند از طریق خرید و فروش این حقوق آب زیرزمینی، استفاده از آب‌های زیرزمینی را به نفع جامعه مدیریت کنند. ابتدا باید از آب‌های سطحی استفاده شود و سپس در صورت عدم وجود آب سطحی کافی برای تأمین تقاضا، از آب‌های زیرزمینی استفاده خواهد شد. آب‌های زیرزمینی خطر اتکا به آب‌های سطحی را کاهش داده و درآمد مورد انتظار را به حداکثر می‌رساند.سیستم‌های بازیابی و ذخیره‌سازی آبخوان از نوع ذخیره‌سازی تنظیمی وجود دارند که وقتی آب به آن تزریق می‌شود، حق برداشت آب را بعداً می‌دهند. ذخیره آب‌های زیرزمینی در مناطق نیمه‌خشک و خشک جنوب غربی ایالات متحده اجرا شده است، زیرا در این مناطق بیشترین نیاز به آب اضافی وجود دارد. هدف کلی، انتقال آب از مصارف کم‌ارزش به مصارف باارزش از طریق گرد هم آوردن خریداران و فروشندگان است.

## مفاهیم ذخیره آب‌های زیرزمینی
این بانک یک سفره آب زیرزمینی است که به عنوان مخزن ذخیره‌سازی زیرزمینی استفاده می‌شود و تغذیه مجدد آب باعث افزایش حجم آب ذخیره شده در سفره آب زیرزمینی و در نتیجه افزایش سطح آب می‌شود. در صورت برداشت، سطح آب کاهش خواهد یافت. مقدار آب همچنین به چند عامل دیگر از جمله پمپاژ آب‌های زیرزمینی توسط سایر کاربران، نشت و تغذیه طبیعی بستگی دارد.تغذیه مجدد آب از طریق کاربرد یا تزریق به زمین، حجم آب را افزایش می‌دهد و سپس مقداری از آب در آینده مورد استفاده قرار خواهد گرفت. می‌توان آن را به این صورت در نظر گرفت که ورودی‌های آب منهای خروجی‌ها برابر است با تغییر در ذخیره آب.
جنبه دیگر، هیدرولوژی است که تفاوت بین پاسخ پویا و ایستا به تغذیه و برداشت آب را نشان می‌دهد. سطح آب در طول شارژ و بازیابی در چاه بالا یا پایین می‌رود. پس از توقف تغذیه و بازیابی، سطح آب به سطوح پس‌زمینه بازمی‌گردد و یکی از مسائل اصلی، تغییر در سطح آب ساکن پس از ناپدید شدن پاسخ دینامیکی ناشی از تغذیه یا بازیابی است.
ممکن است برخی مشکلات فنی در پاسخ آبخوان به مدیریت تغذیه و بازیابی وجود داشته باشد. اگر آبخوان از نظر هیدرولیکی به بدنه آب سطحی متصل باشد، در نتیجه تغذیه مدیریت‌شده، افزایش‌هایی در ارتفاع سطح ایستابی رخ می‌دهد. این می‌تواند نرخ تخلیه را افزایش یا میزان تغذیه القایی را کاهش دهد، و هر دوی این موارد باعث خروج آب از حوضه می‌شوند. تغذیه و بازیابی همچنین می‌تواند بر جریان جانبی و عمودی آب‌های زیرزمینی به درون آبخوان تأثیر بگذارد. همیشه بین حجم آب و تغییر در ذخیره، تطابق یک به یک وجود ندارد.

## روش‌ها
ذخیره آب‌های زیرزمینی به دو روش انجام می‌شود: از طریق تغذیه جایگزین و تغذیه مستقیم. تغذیه جایگزین، ذخیره آب با استفاده از آب‌های سطحی «به جای» پمپاژ آب‌های زیرزمینی است که در نتیجه مقدار مساوی از آن در حوضه آب‌های زیرزمینی ذخیره می‌شود. تغذیه جایگزین، آب سطحی تجدیدپذیری است که به جای استفاده از آب‌های زیرزمینی معمولی، برای آبیاری زمین‌های کشاورزی استفاده می‌شود. این به ذخیره بیشتر آب‌های زیرزمینی کمک می‌کند زیرا آب در سفره آب زیرزمینی باقی می‌ماند تا بعداً مورد استفاده قرار گیرد. تغذیه مستقیم، ذخیره آب با اجازه دادن به آن برای نفوذ مستقیم به مخزن در حوضه آب زیرزمینی است. با تغذیه مستقیم، منطقه‌ای را غرقاب می‌کند به طوری که آب از طریق زمین نفوذ می‌کند و به سفره‌های آب زیرزمینی می‌رسد. سپس وقتی تقاضای بیشتری وجود داشته باشد، با استفاده از چاه‌های بازیابی، آب پمپ می‌شود.

## مزایا و معایب
بازیابی این آب‌های زیرزمینی معایبی دارد. با برداشت آب‌های زیرزمینی از زیر سطح زمین، زمین روی آن نشست می‌کند. این نشست زمین که به عنوان فرونشست شناخته می‌شود، می‌تواند جاده‌ها و پی ساختمان‌ها را بشکند و باعث ترکیدن خطوط آب، فاضلاب و گاز شود. این روش هنوز به خوبی آزمایش نشده است، بنابراین می‌تواند تأثیرات منفی بر محیط زیست داشته باشد. آب یک منبع عمومی است و این می‌تواند آب را به یک صنعت خصوصی تبدیل کند.
ذخیره آب‌های زیرزمینی را می‌توان با استفاده از مخازن سطحی مقایسه و بررسی کرد. ذخیره آب زیرزمینی مزایای زیادی نسبت به استفاده از مخازن سطحی دارد. هزینه ساخت و ذخیره‌سازی این پروژه‌ها به اندازه مخازن سطحی، اگر بیشتر نباشد، به اندازه آنها نیست. این سد نسبت به یک مخزن سطحی، تأثیر کمتری بر محیط زیست خواهد داشت. آبی که در پشت سد است دیگر در معرض تبخیر قرار نخواهد گرفت، اما سالانه چندین فوت آب در مخازن از بین می‌رود. استفاده از آن در زمان تغییرات اقلیمی قابل اعتمادتر است و می‌تواند به تغییرات فصلی واکنش بهتری نشان دهد و آب را بهتر از مخازن سطحی مدیریت کند.
همچنین برخی معایب برای ذخیره آب‌های زیرزمینی روی مخازن سطحی وجود دارد. هزینه‌های انرژی برای بازیابی آب وجود دارد و این هزینه‌ها معمولاً بیشتر از هزینه‌های مخازن هستند. همچنین ظرفیت پمپاژ وجود دارد و وقتی تقاضا در طول سال تغییر می‌کند، بهره‌وری می‌تواند محدود شود.
تمام آب‌های زیرزمینی هنگام فروش استفاده نمی‌شوند. برخی از آب‌های زیرزمینی به دلیل فوایدشان مورد مطالعه قرار می‌گیرند. سیستم‌های ذخیره آب‌های زیرزمینی و سفره‌های آب زیرزمینی برای کنترل سیل در مواقع بارندگی زیاد در حال بررسی هستند.
آب‌های زیرزمینی در بسیاری از مناطق در حال تجارت هستند. حتی در ایالات متحده نیز معاملاتی وجود دارد. شهر سن آنتونیو، تگزاس، بزرگ‌ترین شهر ایالات متحده است که صرفاً برای تأمین آب شهری خود به آب‌های زیرزمینی متکی است.